# František Král
František Král (18. srpna 1892 Albrechtice nad Vltavou – 7. září 1980 Lima, Pensylvánie, USA) byl český veterinární internista, rentgenolog, dermatolog, pedagog Veterinární a farmaceutické univerzity v Brně a Veterinární fakulty Pensylvánské univerzity.

## Životopis
Narodil se v rodině jihočeského sedláka a starosty. Vystudoval vyšší reálku v Písku. Zvěrolékařství odešel studovat do Vídně jako vojenský stipendista. Během studií se zajímal o onychologii (podkovářství). Sloužil v armádě jako vojenský veterinář v první světové válce na východní frontě v hodnosti kapitána veterinární služby.
Po vzniku Československé republiky v roce 1918 se účastnil provizorní výuky zvěrolékařství v Praze při Karlově univerzitě. Podílel se na založení Vysoké školy zvěrolékařské v Brně, kde převzal vedení interní kliniky. V lednu 1921 se habilitoval a v prosinci 1921 byl jmenován mimořádným profesorem, v roce 1927 se pak stal profesorem řádným. V období 1931–1933 byl rektorem školy.
Prof. Král přednášel v Brně speciální patologii a terapii nemocí vnitřních, později zařadil přednášky z veterinární rentgenologie, chorob drůbeže, urologie a hematologie.
Vědecky se zabýval rentgenologií, zavedl endoskopii ve veterinární praxi, studoval infekční anémii koní, žďárskou chorobu koní, nemoci králíků a prosazoval laboratorní diagnostické metody v interní medicíně.
V roce 1948 po nástupu komunistického režimu emigroval do Spojených států amerických, kde se stal profesorem veterinární fakulty Pensylvánské univerzity ve Filadelfii. Zde založil a vedl veterinární dermatologickou kliniku, první svého druhu ve Spojených státech amerických.
V roce 1962 odešel od penze. Do Československa se již nevrátil. Zemřel ve městě Lima v Pensylvánii v roce 1980.

## Členství ve spolcích a orgánech
- Republikánská strana českého venkova – při ní založil Klub republikánských zvěrolékařů,
- čestný starosta Spolku veterinárních mediků,
- Československá akademie zemědělská,
- Československá dermatologická společnost,
- člen obecního zastupitelstva zemského hlavního města Brna,
- člen zemského zastupitelstva země Moravskoslezské,
- Moravskoslezský Aeroklub (předseda),
- Rotary klub,
- zakladatel Americké veterinární dermatologické akademie,
- Spolek Kounicovy studentské koleje českých vysokých škol v Brně

## Zajímavosti
- V roce 1932 mu polský prezident Ignacy Mościcki udělil čestný řád „Polonia restituta“.
- Od jugoslávského krále Alexandra obdržel řád svatého Sávy.
- Za přednášky v Sofii byl vyznamenán králem Borisem III. čestným vyznamenáním za práci pro národ.
- Byl blízkým přítelem Jana Masaryka.
- Ošetřoval psa jménem Pal, který ztvárnil titulní hrdinku ve filmovém zpracování podle knihy Lassie se vrací.
- V roce 1937 vykonal zkoušky sportovního pilota.
- V roce 1992 byla odhalena pamětní deska Prof. Dr. Františka Krále v Albrechticích nad Vltavou.